# Vincent van Eijck (1708-1788)

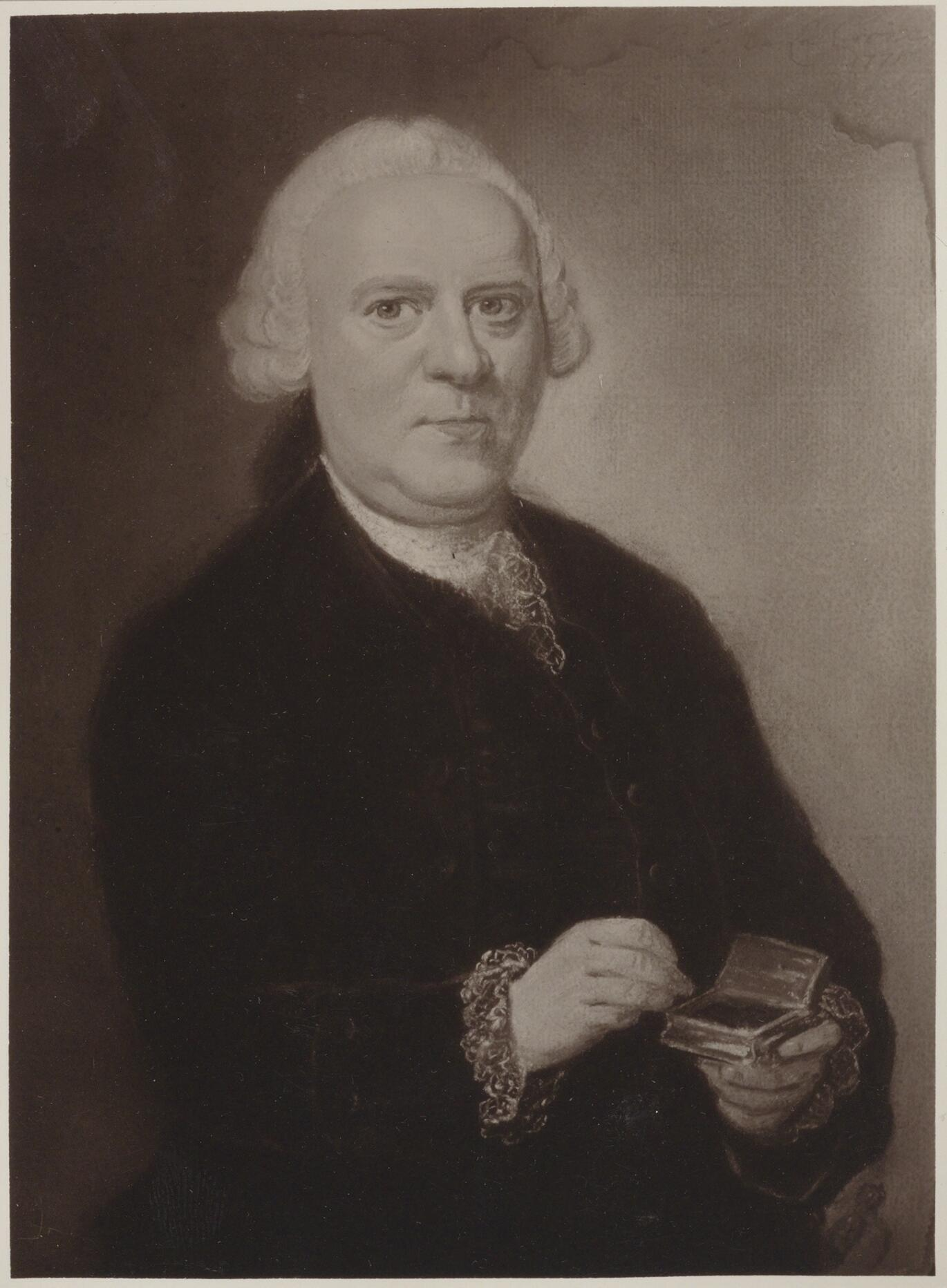
Vincent van Eijck geschilderd door Pieter Frederik de la Croix

Vincent van Eijck (Gouda, gedoopt 13 januari 1708 – aldaar, 2 juli 1788) was burgemeester van Gouda.
Vincent van Eijck, zoon van de Goudse burgemeester Huijbert van Eijck en Catharina Boudens, studeerde rechten aan de Universiteit Leiden en promoveerde aldaar in 1729. Vincent van Eijck trouwde in 1733 met de uit Utrecht afkomstige Catharina Hoffkens.
Hoewel zijn vader in 1748 afgezet was als burgemeester van Gouda betekende dat niet het einde van de invloed van de familie van Eijck op het stadsbestuur. Vincent oefende in de periode 1730 tot 1788 tal van regentenfuncties in Gouda uit. In de regeerperiode van zijn vader was hij al gasthuisregent en secretaris van de stad. In 1755 werd hij benoemd tot vroedschap en daarna zou hij vijfmaal benoemd worden tot burgemeester van de stad. Zijn drie schoonzoons mr. Bartolomeus de Moor van Immerzeel, Gerard Willem van Blijdenbergh en mr. Martinus van Toulon waren eveneens in de tweede helft van de 18e eeuw burgemeester van Gouda (soms in hetzelfde jaar als hun schoonvader) en waren tegelijk met hem vroedschap. Vincent ontwikkelde zich, evenals zijn vader, tot een invloedrijk en machtig burgemeester. Hij liet bij zijn overlijden in 1788 een aanzienlijk vermogen na.